# Refrakcijska kirurgija
Refrakcijska operacija oka je svaka operacija oka koja se koristi za poboljšanje stanja refrakcije oka i pri kojoj se smanjuje ili eliminira ovisnost o naočalama ili kontaktnim lećama. Tu se ubrajaju razne metode kirurškog remodeliranja rožnice, kao i operacije katarakte. Najčešća metoda koja se danas koristiti za promjenu zakrivljenosti rožnice je Excimer laser. Uspješne refrakcijske operacije oka mogu smanjiti ili izliječiti česte poremećaje vida kao što su kratkovidnost, dalekovidnost i astigmatizam.
Prema anketama članova Američkog društva za kataraktu i refrakcijsku kirurgiju, u Sjedinjenim Državama je tokom 2005. godine izvedeno preko 928 tisuća refrakcijskih operacija.

## Povijest
Prvi teorijski rad o potencijalu refraktivne kirurgije objavio je 1885. godine Hjalmar August Schiutzz, oftalmolog iz Norveške. Prve eksperimentalne studije o refrakcijskoj kirurgiji razvio je Lendeer Jans Lans, nastavnik oftalmologije u Nizozemskoj, gdje je 1896. objavio rad u kojem je predložio rez kroz rožnicu za ispravljanje astigmatizma. 
Godine 1930. japanski oftalmolog Tsutomu Satoo napravio je prvi praktičan pokušaj izvođenja takve operacije na vojnim pilotima. Koristio je radijalni rez na rožnici za ispravljanje refrakcijske greške do 6 dioptrija, ali je zbog visoke stope degeneracije rožnice medicinska zajednica taj postupak ubrzo odbacila. 
Godine 1963, u oftalmološkoj klinici Barraquer (Bogotá, Kolumbija) Ignacio Barraquer razvio je prvu stručnu tehniku refrakcijske kirurgije, nazvanu keratomileusis (od grčke kerato: rožnica i kileusis: skulptura).
Keratomileusis može ispraviti ne samo kratkovidnost, nego i dalekovidnost. Raniji zahvati izvođeni su tako da se skidao sloj rožnice, zamrznuo, potom ručno oblikovao u potreban oblik i konačno ga se reimplantiralo (keratomileusis sa zamrzavanjem).
Godine 1986. je Swinger poboljšao je zahvat (keratomileusis bez smrzavanja), ali to je još uvijek bila nedovoljno precizna tehnika. 
Godine 1958. Arthur Schawlow i Townes iz Bell Laboratorija objavili su svoju teoriju stimulirane emisije kratkih valova, uključujući svjetlost, koja je začetak razvoja lasera. Godine 1975. eksperimenti s laserom koji je koristio mješavinu argona i fluora urodili su pronalaskom Excimer lasera. Ovaj je laser bio korišten u industrijske svrhe. 
Godine 1980., R. Srinivasan, znanstvenik IBM-a koji je koristio Excimer laser za izradu mikroskopskih sklopova u mikročipovima za informatičku opremu, otkrio je da bi se Excimer mogao koristiti i za rezanje organskih tkiva s visokom točnošću, a bez značajnijih toplinskih oštećenja. 
Godine 1983. Stephen Trokel, znanstvenik na sveučilištu Columbia u suradnji s R. Srinivasanom izveo je fotorefrakcijsku keratektomiju (PRK) ili keratomileusis in situ (bez odvajanja sloja rožnice), koji je bio precizniji, ali su bolesnici izjavili da je zahvat vrlo nelagodan. Također, zacjeljivanje je bilo sporo. 
Prvi PRK zahvat izvršen je u Njemačkoj. Prvi patent za LASIK u SAD odobren je Gholamu A. Peymanu 20. lipnja 1989.: US Patent # 4840175 "metoda mijenjanja zakrivljenosti rožnice", opisuje kirurški postupak u kojem se epitel rožnice odvaja od strome. Ta se površina strome zatim ablacijom formira u željenu formu s Excimer laserom, nakon čega se list epitela vraća na mjesto. 
Godine 1991. su Sveučilište na Kreti i institut Vardinoyannion skovali naziv "LASIK".
Godine 1998. prof.dr.sc. Nikica Gabrić izveo je prvo lasersko skidanje dioptrije u Hrvatskoj.

## Tehnike

### Postupci s preklopcem
Excimer laserska ablacija se radi pod određenom debljinom preklopca od rožničnog epitela. 
•	Automatizirana lamelarna keratoplastika (ALK): kirurg koristi instrument nazivan mikrokeratom za izrezivanje tankog preklopca (“lapne”, engleski “flap”) od tkiva rožnice. Preklopac se odmakne, tj. preklopi, ciljno tkivo se mikrokeratomom ukloni iz strome rožnice, a onda se preklopac vrati na mjesto. 
•	Laser Assisted In-Situ Keratomileusis (LASIK): kirurg koristi mikrokeratom da odreže list tkiva s površine rožnice (obično debljine 100-180 mikrometara). Preklopac se “otklopi”, ali za razliku od ALK, ciljano tkivo se uklanja iz strome rožnice pomoću Excimer lasera. Preklopac se potom vrati na mjesto. 
Drugi način stvaranja preklopca je korištenje postupka zvanog IntraLasik, pomoću femtosekundnog lasera. Predlagači ove metode ističu njegovu prednost nad "tradicionalnim" LASIK-om, ali nema konačnih neovisnih studija koje bi to potvrdile.

### Površinski postupci
Excimer laser se koristi za ablaciju prednjeg dijela strome rožnice. Ti postupci ne zahtijevaju djelomične debljine reza u stromi. Površinska ablacijska metoda razlikuje se samo u načinu na koji se epitelni sloj rješava. 
•	Fotoreaktivna keratektomija (PRK) je općenito postupak koji se izvodi ambulantno s lokalnim anestetskim kapima za oči (kao kod LASIK / LASEK). To je tip refrakcijske kirurgije koja oblikuje rožnicu uklanjanjem mikroskopskih količina tkiva strome rožnice pomoću računalno kontroliranog snopa svjetlosti (Excimer laser). Razlika od LASIK-a je da je površinski sloj epitela uklonjen (kontaktna leća se koristi kao povez), pa se preklopac ne izvodi. Vrijeme oporavka je duže kod PRK nego kod LASIK-a, iako je konačni rezultat (nakon 3 mjeseca) podjednak (vrlo dobar). Još nedavno, ablacija je izvođena uz pomoć metoda LASIK, LASEK i PRK. 
•	Laser Assisted Sub-Epithelium Keratomileusis  (LASEK) je postupak kojim se mijenja oblik rožnice koristeći Excimer laser za ablaciju strome rožnice ispod epitela, koji se drži uglavnom intaktno te djeluje kao prirodni povez. Kirurg koristi alkoholnu otopinu da bi odvojio zatim podignuo tanki sloj epitela s trefin oštricom (obično debljine od 50 mikrometara).Tijekom sljedećih tjedana nakon zahvata, epitel zacjeljuje, i ne ostavlja trajne preklopca u rožnici. Taj proces zacjeljivanja može uključivati i neugodnosti usporedive s onima koje se javljaju u PRK-a metodi.
•	EPI-LASIK je nova tehnika slična LASEK-u koja koristi epi-keratome (radije nego trefin oštricu i alkohol), za uklanjanje površinskog sloja epitela (obično debljine 50 mikrometara) koja je kasnije zamijenjena. Za neke osobe može polučiti bolje rezultate od redovne LASEK metode time što izbjegava mogućnost negativnih posljedica alkohola, a i oporavak može uključivati manje neugodnosti. 
Kornealni incizijski postupci 
•	Radijalna keratotomija (RK) koristi specijalno oblikovane instrumente (obično napravljene s dijamantnom oštricom) da bi mijenjali oblik rožnice i smanjili kratkovidnost ili astigmatizam; ove tehnike sada u velikoj mjeri zamjenjuju druge metode (koje koriste Excimer laser). 
•	Arkuatna keratotomija (AK) slična je radijalnoj keratotomiji, ali rez na rožnici se obavlja na periferiji rožnice. Arkuatna keratotomija se koristi za ispravljanje astigmatizma. Iako je većina incizijskih postupaka danas zamijenjena s Lasikom, AK se još uvijek koristi u nekim specijalnim slučajevima (za rezidualnu korekciju astigmatizma nakon postupka keratoplastike ili tijekom operacije katarakte). 

### Ostali postupci
•	Toplinska keratoplastika koristi se za ispravljanje dalekovidnosti stavljajući prsten od 8 ili 16 malih opeklina oko zjenice, i povećati zakrivljenost rožnice pomoću suženja kolagenskim prstenom. Također se može koristiti za liječenje nekih oblika astigmatizma. 
•	Laserska toplinska keratoplastika (LTK) je bezdodirna toplinska keratoplastika koja se izvodi s pomoću Holmij lasera, dok je konduktivna keratoplastika (CK)  toplinska keratoplastika izvršena s visokofrekventnom električnom sondom. Toplinska keratoplastika također se može koristiti za poboljšanje staračke dalekovidnosti. 
•	Intrastromalni rožnični segmentni prsteni (Intacs) su odobreni od strane FDA za liječenje niskog stupnja kratkovidosti. 
•	Implantacija leće unutar oka može se također koristiti i za ispravljanje refrakcijske greške. 

## Očekivanja
Vijeće za osiguranje kvalitete u refrakcijskoj kirurgiji je nezavisna, neprofitna udruga pacijenata u SAD koja pruža informacije o refrakcijskoj kirurgiji i certificira LASIK kirurge uzimajući u obzir 90% uspješnosti operacija, 65% poboljšanja, 3% operacijski izazvanih komplikacija u roku od 6 mjeseci nakon operacije, te 0.5% ozbiljnih komplikacija koje zahtijevaju proširenu skrb ili invazivni postupak, sukladno američkim nacionalnim normama.
Mnogi ljudi s kratkovidnošću mogli su udobno čitati bez naočala. Kratkovidnim ljudima koji su željeli ići na refrakcijsku operaciju savjetovano je da mogu biti u nepovoljnom položaju nakon dobi od 40 godine kada oči postaju prezbiotične i izgube sposobnost akomodacije.
Općenito, postotak komplikacija nakon LASIK-a iznosi oko 5%, a nakon operacija katarakte oko 2%.

## Rizici
Bolesnici koji imaju medicinske probleme kao što su glaukom ili dijabetes, nekontrolirane vaskularne bolesti, autoimune bolesti, trudnice i ljudi s određenim bolestima oka u kojima je zahvaćena rožnica ili retina, nisu dobri kandidati za refrakcijsku operaciju. Keratokonus, progresivno stanjenje rožnice je čest poremećaj. Vjeruje se da dodatno stanjenje rožnice uz pomoć refrakcijske kirurgije može doprinijeti napretku ove bolesti, te posljedično do potrebe za presađivanjem rožnice. Stoga, keratokonus je kontraindikacija za refrakcijsku operaciju. Topografija rožnice, pahimetrija i od nedavno Pentacam koriste se kako bi se otkrile abnormalnosti rožnice. Nadalje, nekim osobama njihov oblik oka ne dopušta učinkovitu refrakcijsku operaciju bez uklanjanja veće količine tkiva rožnice. Oni koji planiraju lasersku operaciju oka trebaju napraviti kompletan pregled oka.
Iako se rizik od komplikacija smanjuje u odnosu na rane dane refrakcijske kirurgije, još uvijek postoji mala šansa za ozbiljne probleme. To uključuje probleme s vidom, kao što su lažne slike, haloi, svjetlucanje, dvoslike, i sindrom suhog oka. S postupcima koji stvaraju stalnu preklopnicu u rožnici (kao što je LASIK), tu je i mogućnost slučajnog traumatskog pomaka preklopca dugo godina nakon operacije, s potencijalno katastrofalnim rezultatima, ako se ne pruži hitna medicinska skrb.